# حمام شاهزاده (تبریز)

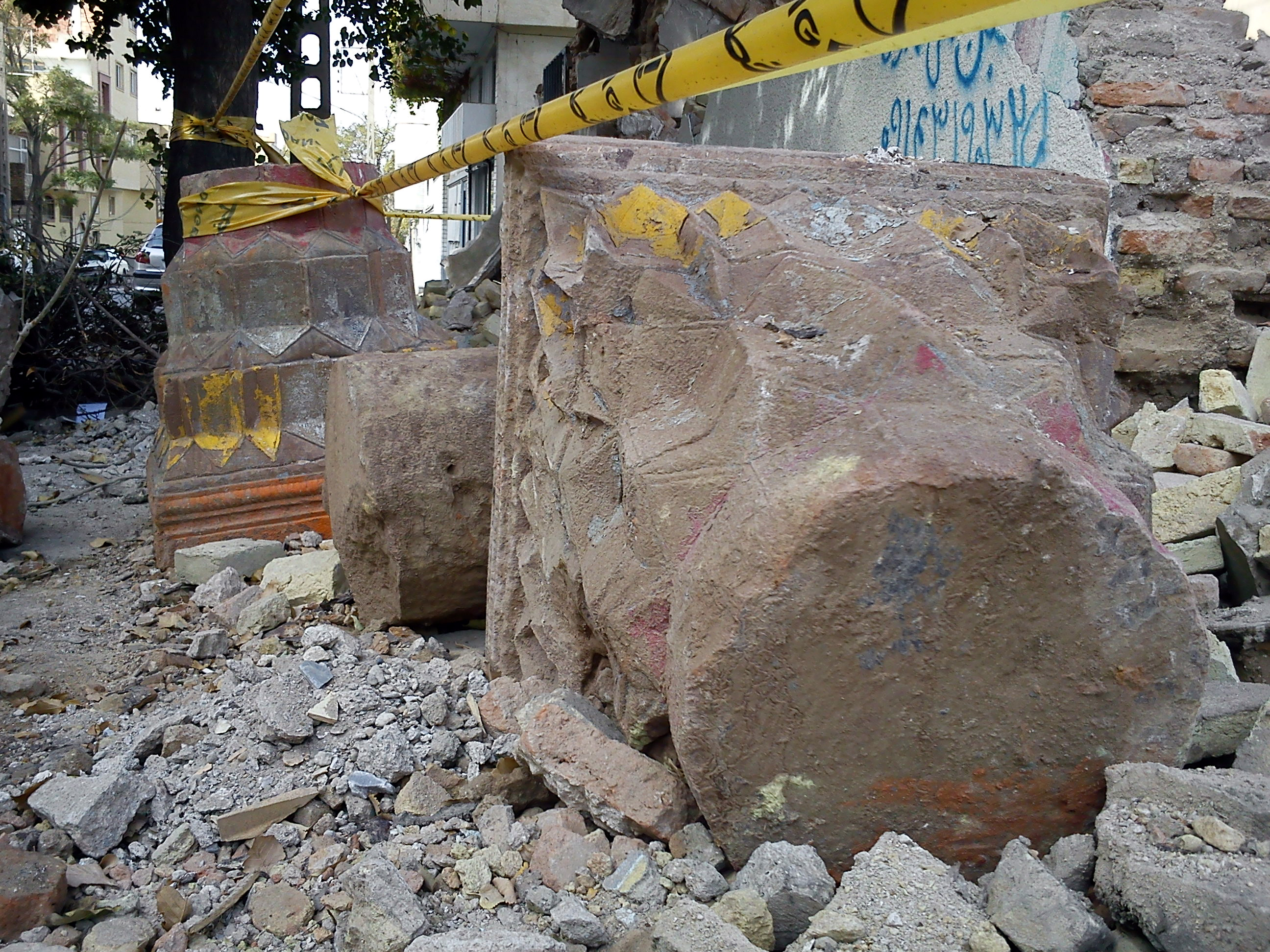
خرابه‌های حمام شاهزاده، خیابان عارف، تبریز.

حمام شاهزاده، یکی از حمام‌های تاریخی تبریز است که در خیابان عارف قرار دارد. این حمام دارای دو بخش عمومی و خصوصی می‌باشد.
بخش خصوصی آن جدید التاسیس بوده و با نام حمام قاضی خوانده می‌شود.

## نگارخانه

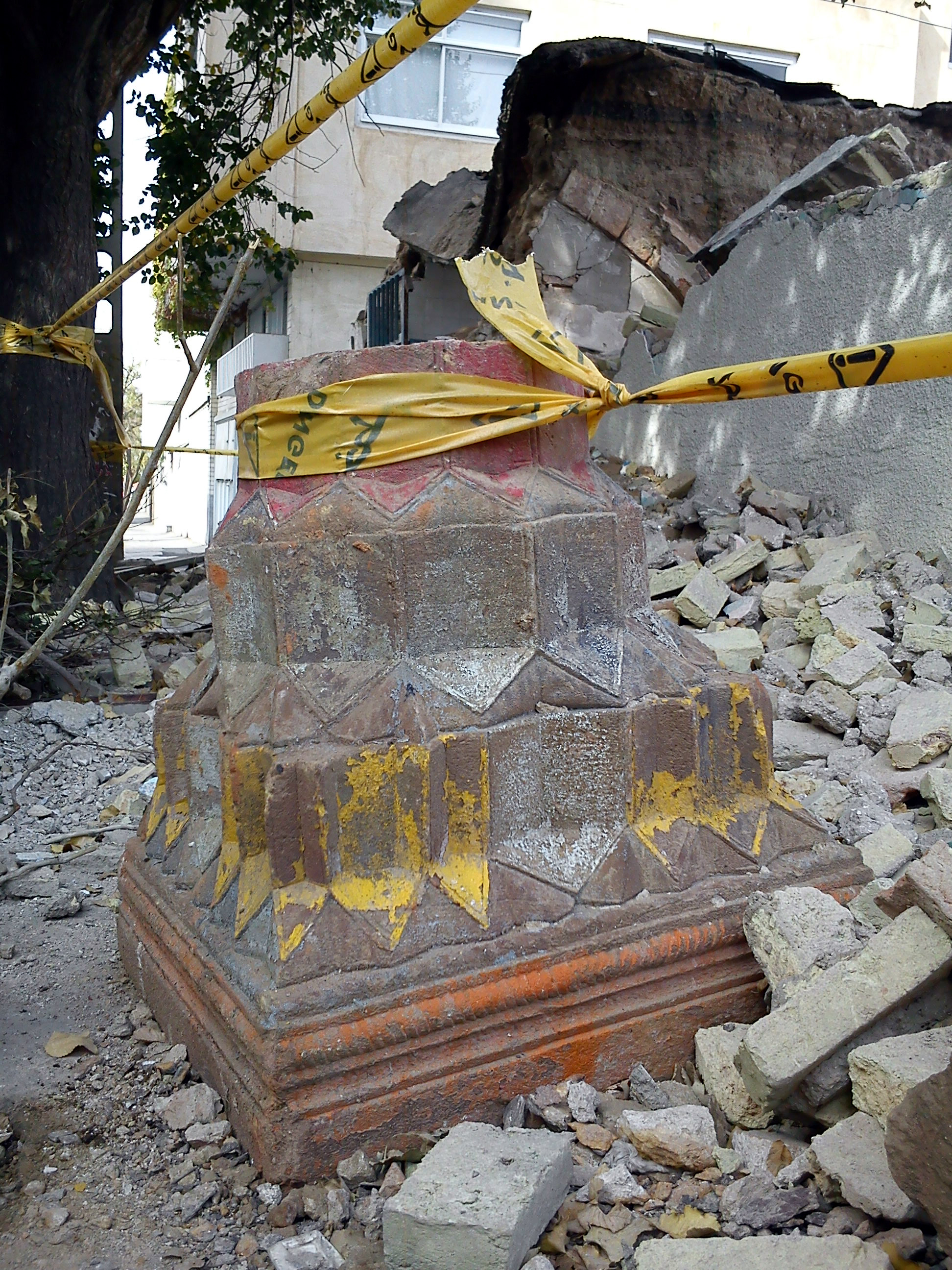
سر ستون سنگی رنگ کاری شده
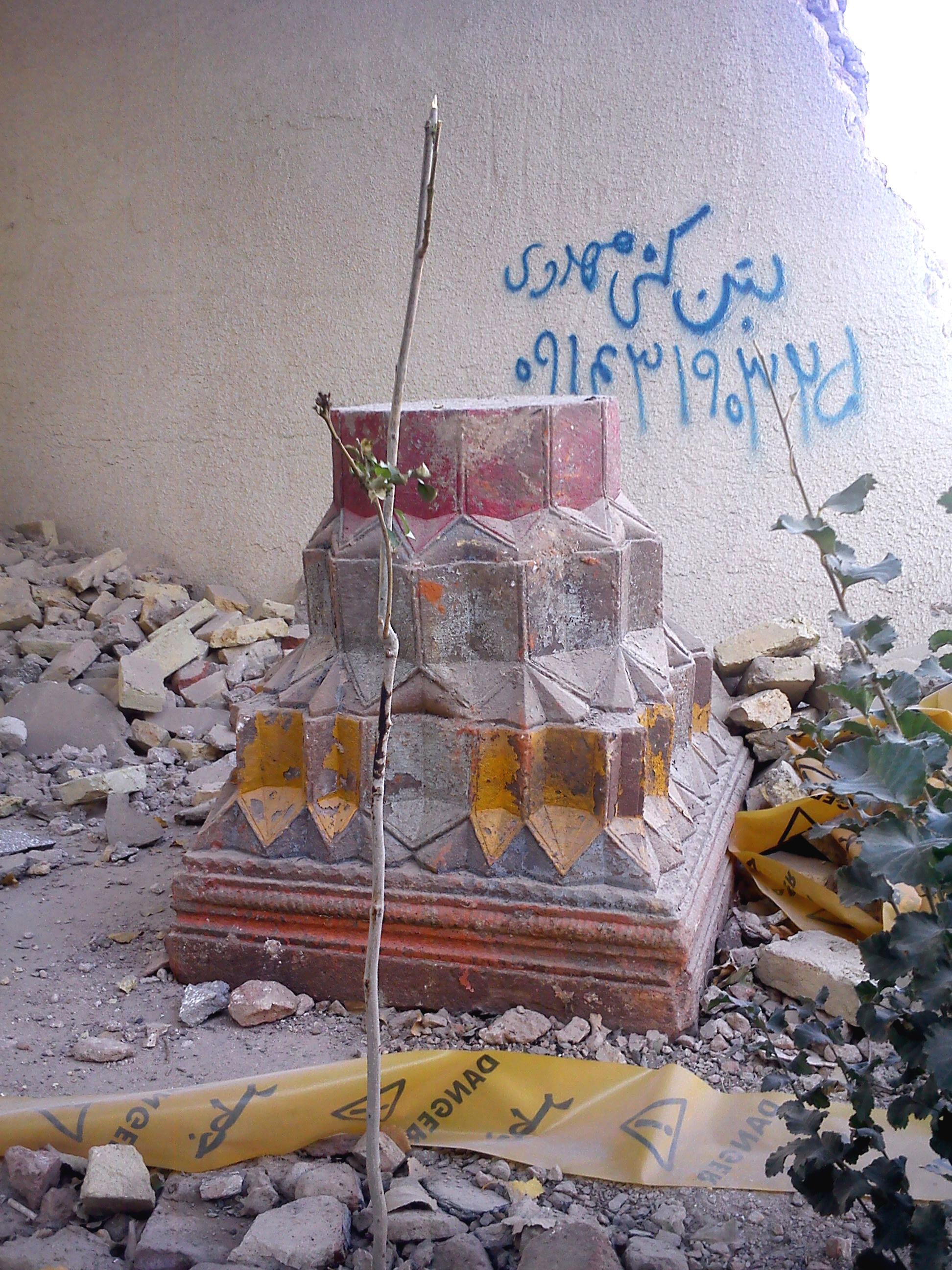
سر ستون سنگی